# Carl Brandan Mollweide

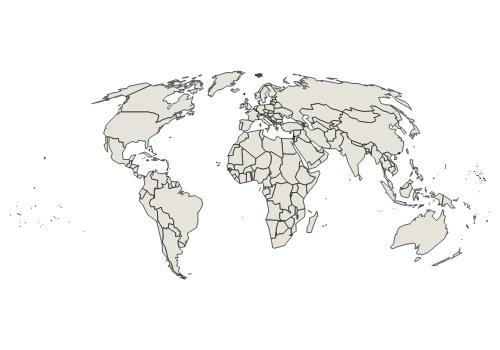
Weltkarte nach Mollweide

Carl Brandan Mollweide (* 3. Februar 1774 in Wolfenbüttel; † 10. März 1825 in Leipzig) war ein deutscher Mathematiker und Astronom. Er lehrte in Halle und Leipzig.

## Leben und Werk
Mollweide zeigte relativ spät auf der Schule Interesse für Mathematik und brachte sich höhere Mathematik im Wesentlichen als Autodidakt bei, wobei er Aufmerksamkeit erregte, als er als Schüler eine Sonnenfinsternis berechnete. Ab 1793 studierte er drei Jahre an der Universität Helmstedt, wo Johann Friedrich Pfaff sein Lehrer in Mathematik war. Pfaff zog ihn auch zu Vorlesungen heran, aus Gesundheitsproblemen musste Mollweide die Position aber aufgeben. Er verbrachte zwei Jahre in seinem Elternhaus und erholte sich so weit, dass er 1800 eine Professur für Mathematik am Pädagogium in Halle annehmen konnte. 1806 wurde er zum korrespondierenden Mitglied der Göttinger Akademie der Wissenschaften gewählt.
Mollweide wurde 1811 Observator an der Universitäts-Sternwarte Leipzig, was er bis 1816 blieb, und außerordentlicher Professor für Astronomie. Im Jahr 1812 wurde er zum ordentlichen Professor der Astronomie ernannt, im Jahr 1814 zum ordentlichen Professor der Mathematik. Von 1820 bis 1823 war er Dekan der Philosophischen Fakultät.
Nach ihm ist die Mollweide-Projektion benannt, eine flächentreue Kartenprojektion, die er 1805 einführte, sowie ein Satz von trigonometrischen Formeln im Dreieck, die mollweideschen Formeln.
Nach seinem Tod wurde seine Privatbibliothek 1826 versteigert, von der noch der Katalog existiert (mit 12631 Bänden, darunter aber auch Dubletten aus der Universitätsbibliothek).

## Mollweide und Goethe

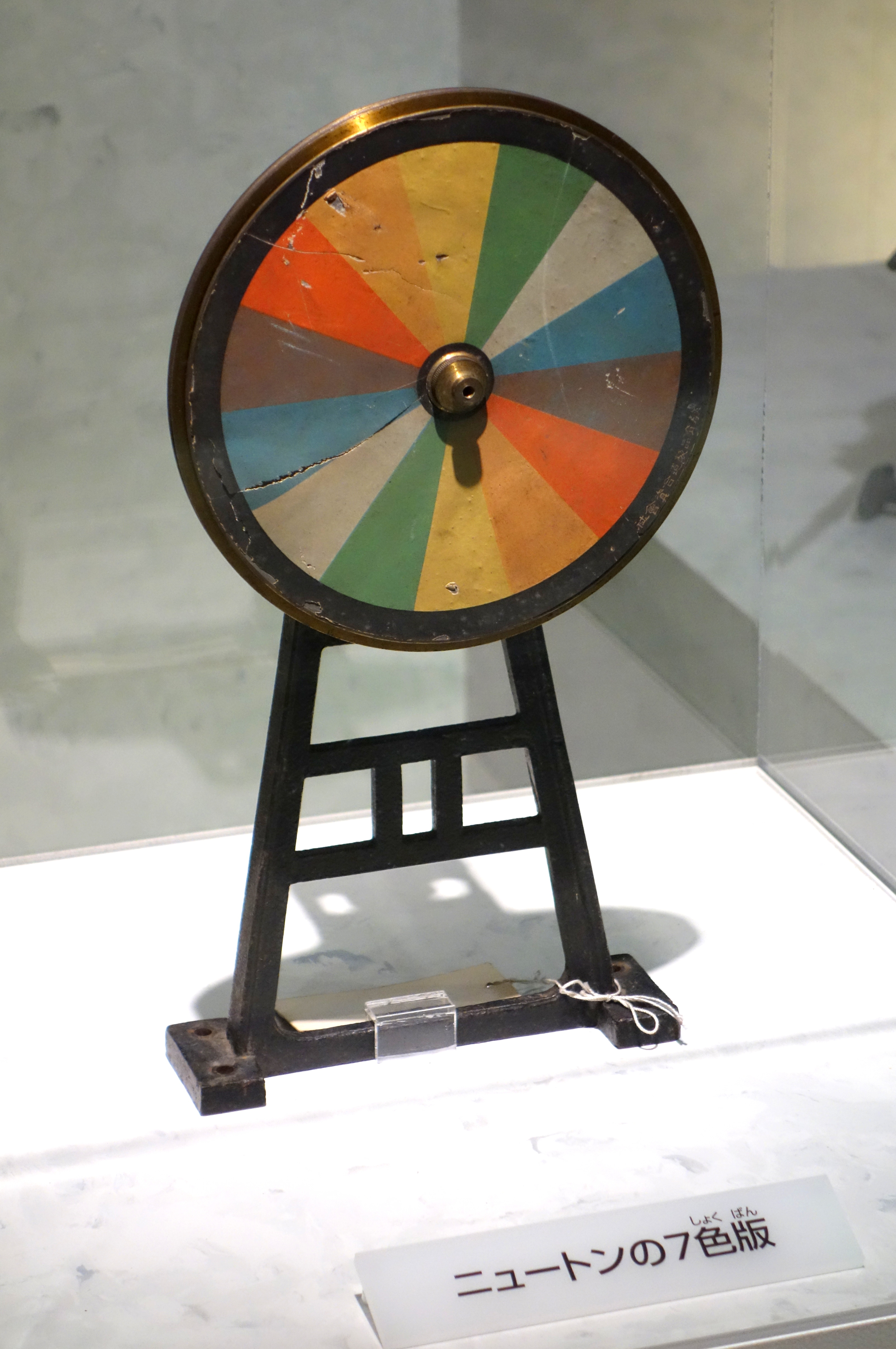
Historisches Farbrad nach Newton im Nationalmuseum der Naturwissenschaften in Tokio

Mollweide war ein Verfechter der Optik Newtons. Die Bekämpfung der Farbenlehre Goethes, die im Jahr 1810 veröffentlicht wurde, war ihm Herzenssache, zum Beispiel in der Schrift Prüfung der Farbenlehre des Herrn v. Goethe und Vertheidigung des Newton’schen Systems wider dieselbe (Halle 1810). Mollweide demonstrierte Newtons Farbenlehre mit einem Farbenrad, einem Schwungrad mit aufgebrachten Farbsegmenten. Nach Newtons Theorie sollte auf der rotierenden Scheibe aufgrund der additiven Farbmischung Weiß zu sehen sein. Diese Schlussfolgerung nannte Goethe in einem Brief an Karl Friedrich Reinhard vom 8. Oktober 1810 „Newtonischen Unsinn“. Leider war tatsächlich nur ein helles, schmutziges Grau zu sehen. Das wiederum stimulierte Goethe zu einem Spottvers, den er Dem Weißmacher, also Mollweide, „widmete“, und der erst posthum veröffentlicht wurde:
Newtonisch Weiß den Kindern vorzuzeigen,

Die pädagog’schem Ernst sogleich sich neigen,

Trat einst ein Lehrer auf, mit Schwungrads Possen,

Auf selbem war ein Farbenkreis geschlossen.

Das dorlte nun. »Betrach’ es mir genau!

Was siehst du, Knabe?« Nun, was seh ich? Grau!

»Du siehst nicht recht! Glaubst du, daß ich das leide?

Weiß, dummer Junge, Weiß! so sagt’s Mollweide!«
Wie man heute weiß, wird das entstehende Grau durch die Qualität der Farben auf den Sektoren und durch Sekundäreffekte bei der Lichtreflexion verursacht.